# SEAT Ibiza
O SEAT Ibiza é um veículo hatchback produzido pela marca espanhola SEAT desde 1984. É o modelo mais vendido da SEAT. O nome provém da ilha espanhola de Ibiza, e o seu uso neste modelo foi o segundo da marca a ter um nome oriundo de uma cidade espanhola, a seguir ao SEAT Ronda. Foi mostrado no Salão Automóvel de Paris em 1984 como o primeiro carro desenvolvido pela SEAT como uma marca independente, apesar de ter sido desenhado pela SEAT em colaboração com outras companhias bem conhecidas, tais como a Italdesign, Karmann e Porsche. Desde a segunda geração que a SEAT faz parte da grupo alemão Volkswagen, e todas as gerações do Ibiza, bem como os restantes modelos da SEAT, foram construídos nas plataformas do grupo Volkswagen e com peças e tecnologias deste. O Ibiza conta atualmente com 5 gerações.
As versões vendidas em Portugal, desde 2005, eram 1.4 16V em versões de Reference e de Stylance, de cinco-portas de 1.6 16V Reference, de três-portas 1.6 Sport e 1.9 TDi Reference e em versões Stylance. O Ibiza teve bastantes vendas na China, desde a 6K à mais famosa 6K3.

## Galeria
- Primeira geração (1984-1993)
- Segunda geração (1993-2002) Importado para o Brasil
- Terceira geração (2001-2008)
- Quarta geração (2008-2017)
- Quinta geração (2017-presente)